# Chrysotus coloradensis
Chrysotus coloradensis är en tvåvingeart som beskrevs av Van Duzee 1924. Chrysotus coloradensis ingår i släktet Chrysotus och familjen styltflugor. Inga underarter finns listade i Catalogue of Life.